# Vic Keeble
Vic Keeble (Colchester, 1930. június 25. – 2018. január 30.) angol labdarúgó, csatár.

## Pályafutása
A King George Youth Club csapatában kezdte a labdarúgást. 1947 és 1952 között a Colchester United, 1952 és 1957 között a Newcastle United, 1957 és 1960 között a West Ham United labdarúgója volt. 1955-ben angol kupa-győztes lett a Newcastle United együttesével.

## Sikerei, díjai
Newcastle United
- Angol kupa (FA Cup)
  - győztes: 1955